# Antas (Bahia)
Antas é um município brasileiro do estado da Bahia.